# Millettia leptobotrya
Millettia leptobotrya är en ärtväxtart som beskrevs av Stephen Troyte Dunn. Millettia leptobotrya ingår i släktet Millettia och familjen ärtväxter. Inga underarter finns listade i Catalogue of Life.